# Fantasy! Jūichi
Pour les articles homonymes, voir Juichi.
Albums de Morning Musume
10 My Me
(17 mars 2010) 12, Smart
(12 octobre 2011)
Albums par Dream Morning Musume
Dreams 1
(20 avril 2011)
Singles
1. Seishun Collection
Sortie : 9 juin 2010
2. Onna to Otoko no Lullaby Game
Sortie : 17 novembre 2010

Fantasy! Jūichi (Fantasy!拾壱, ou Fantasy! 11, Fantasy! Juichi, Fantasy! Juuichi) est le onzième album régulier du groupe de J-pop Morning Musume, sorti en 2010.

## Présentation
L'album Fantasy! Jūichi sort le 1er décembre 2010 au Japon sur le label zetima. Il est écrit, composé et produit par Tsunku. Il sort moins de neuf mois après le précédent album du groupe, 10 My Me, sorti en début d'année. Il atteint la 16e place du classement des ventes de l'oricon, et reste classé pendant trois semaines, pour un total de 13 062 exemplaires vendus durant cette période.
Il sort également dans une édition limitée au format "CD+DVD", avec une pochette différente et un DVD en supplément contenant huit versions alternatives du clip du dernier single d'alors Onna to Otoko no Lullaby Game (soit une version consacrée à chacune des membres) et une annonce filmée lors d'un concert.
L'album contient onze titres, dont seulement deux sortis précédemment en singles, dans l'année : Seishun Collection et Onna to Otoko no Lullaby Game ; ce dernier titre, sorti en single un mois avant l'album, est cependant remanié sur celui-ci. L'album ne contient pas le titre Appare Kaiten Zushi! sorti deux mois auparavant par le groupe sous le nom "Muten Musume" dans le cadre d'une campagne publicitaire. Deux des autres chansons de l'album sont interprétées entièremement en solo par Ai Takahashi et Reina Tanaka ; les trois autres membres les plus anciennes interprètent le chant principal de trois titres, et un autre titre est dédié aux trois dernières membres de la "8e génération".
C'est le dernier album du groupe avec Eri Kamei (arrivée en 2003), et avec les deux membres chinoises Jun Jun et Lin Lin, dont les départs simultanés du groupe et du Hello! Project sont alors annoncés pour le 15 décembre 2010, deux semaines après la sortie du disque. Kamei part pour des problèmes de santé, tandis que la participation des deux membres étrangères était présentée comme une expérience temporaire.

## Formation
Membres du groupe créditées sur l'album :
- 5e génération : Ai Takahashi, Risa Niigaki
- 6e génération : Eri Kamei, Sayumi Michishige, Reina Tanaka
- 8e génération : Aika Mitsui, Jun Jun, Lin Lin

## Titres
| CD          | CD                                                                         | CD                                                | CD         | CD | CD | CD | CD | CD | CD |
| No          | Titre                                                                      | Précisions                                        | Durée      |    |    |    |    |    |    |
| ----------- | -------------------------------------------------------------------------- | ------------------------------------------------- | ---------- | -- | -- | -- | -- | -- | -- |
| 1.          | Onna to Otoko no Lullaby Game (Al Ver.) (女と男のララバイゲーム (AL Ver.)) | 44e single (version remaniée)                     | 5 min 14 s |    |    |    |    |    |    |
| 2.          | Bravo! (ブラボー!)                                                         |                                                   | 4 min 31 s |    |    |    |    |    |    |
| 3.          | Fantasy ga Hajimaru (Fantasyが始まる)                                      | Chant principal par Sayumi Michishige             | 3 min 45 s |    |    |    |    |    |    |
| 4.          | Onna Gokoro to Nanto Yara (女心となんとやら)                               | Chant principal par Risa Niigaki                  | 4 min 52 s |    |    |    |    |    |    |
| 5.          | Ai no Honō (愛の炎)                                                        | Par Reina Tanaka en solo                          | 4 min 03 s |    |    |    |    |    |    |
| 6.          | I’m Lucky girl                                                             |                                                   | 4 min 22 s |    |    |    |    |    |    |
| 7.          | Sungoi My Birthday (すんごいマイバースディ)                                | Chant principal par Aika Mitsui, Jun Jun, Lin Lin | 4 min 10 s |    |    |    |    |    |    |
| 8.          | Ichi Kara Jū Made Aishite Hoshii (1から10まで愛してほしい)                 |                                                   | 4 min 38 s |    |    |    |    |    |    |
| 9.          | Itoshiiku Kurushii Kono Yoru ni (愛しく苦しいこの夜に)                     | Chant principal par Eri Kamei                     | 4 min 57 s |    |    |    |    |    |    |
| 10.         | Denwa de ne (電話でね)                                                     | Par Ai Takahashi en solo                          | 4 min 26 s |    |    |    |    |    |    |
| 11.         | Seishun Collection (青春コレクション)                                      | 43e single                                        | 4 min 41 s |    |    |    |    |    |    |
| 49 min 39 s |                                                                            |                                                   |            |    |    |    |    |    |    |

| 1.  | Onna to Otoko no Lullaby Game (Takahashi Ai Solo Album Ver.) (... 高橋愛 Solo Album Ver.)                                                                                  |  |
| 2.  | Onna to Otoko no Lullaby Game (Niigaki Risa Solo Album Ver.) (... 新垣里沙 Solo Album Ver.)                                                                                |  |
| 3.  | Onna to Otoko no Lullaby Game (Kamei Eri Solo Album Ver.) (... 亀井絵里 Solo Album Ver.)                                                                                   |  |
| 4.  | Onna to Otoko no Lullaby Game (Michishige Sayumi Solo Album Ver.) (... 道重さゆみ Solo Album Ver.)                                                                         |  |
| 5.  | Onna to Otoko no Lullaby Game (Tanaka Reina Solo Album Ver.) (... 田中れいな Solo Album Ver.)                                                                              |  |
| 6.  | Onna to Otoko no Lullaby Game (Mitsui Aika Solo Album Ver.) (... 光井愛佳 Solo Album Ver.)                                                                                 |  |
| 7.  | Onna to Otoko no Lullaby Game (Junjun Solo Album Ver.) (... ジュンジュン Solo Album Ver.)                                                                                  |  |
| 8.  | Onna to Otoko no Lullaby Game (Linlin Solo Album Ver.) (... リンリン Solo Album Ver.)                                                                                      |  |
| 9.  | Hello! Project 2010 Summer ~Fankora!~ Kamei Eri, Jun Jun, Lin Lin Sotsugyō Happyō MC (Hello! Project 2010 Summer ~ファンコラ!~ 亀井絵里、ジュンジュン、リンリン卒業発表MC) |  |
| 10. | Album Jacket (...) Making (アルバムジャケット撮影メイキング) |  |